# أيام السراب (مسلسل)
أيام السراب: مسلسل تلفزيوني سعودي درامي طويل، بدأ عرضه في 17 يونيو 2009 يناقش عددًا من القضايا الاجتماعية المتكررة والجريئة، عدد حلقاته 200 حلقة، ويشارك فيه نخبة من الفنانين السعوديين والخليجيين والعرب منهم: محمد الكندي، وقحطان القحطاني، وهدى الخطيب، وميسون الرويلي، وتركي اليوسف، وسحر خليل، ومشعل المطيري، وغيرهم. وهو من إنتاج مؤسسة الصدف للفنان والمنتج السعودي حسن عسيري. وهو أول مسلسل درامي عربي يزيد عددُ حلَقاته على أكثرَ من 170 حلقة. وكان تصوير جميع أحداث المسلسل في العاصمة السعودية الرياض.

## ملخص القصة
تدور الأحداث حول (منيع) كثير الزيجات الذي يدخل في صراعات مع عدد من الأطراف؛ أهمها طليقته (حياة) وأخته (مريم) التي يحاول تزويجها من صديقه ثم يتفاجأ بزواجها سرًّا من شخص لم يتوقعه، تتطور الأمور مع مقتل منيع.

## الممثلون
- تركي اليوسف

- زهرة عرفات

- هدى الخطيب

- فخرية خميس

- ريم عبد الله

- إبراهيم الزدجالي

- مونيا

- زهور حسين

- ميسون الرويلي

- سناء إبراهيم

- قحطان القحطاني

- مرام عبد العزيز

- شهد

- مسك

- شوق

- سحر خليل

- نايف خلف

- محمد المنصور